# Pfalz D.VIII
Le Pfalz D.VIII était un avion de chasse allemand de la Première Guerre mondiale.

## Conception
Le Pfalz D.VIII était issu des initiatives allemandes prises en 1918 en vue de développer des avions de combat de qualité supérieure. Son groupe motopropulseur, le moteur rotatif Siemens & Halske Sh.III, lui permettait d'atteindre une vitesse de pointe de 190 km/h en altitude, et 120 km/h au niveau de la mer. Son armement était constitué de deux mitrailleuses Spandau de 7.92 mm.

## Engagements
Sa mise en production en série a été approuvée, et quarante exemplaires ont été achevés. Cependant, comme la fin de la guerre était très proche, ils ont été utilisés principalement à des fins d'évaluation.